# Мокотлонг (област)
Област Мокотлонг е една от областите на Лесото. Разположена е в североизточната част на страната и граничи на изток с провинциите на РЮА Фрайстат и Квазулу-Натал. Столицата ѝ е град Мокотлонг, който е и единственият град в областта. На територията на Мокотлонг са разположени най-високата точка на планинската верига Малоти и извора на река Сенцгу, главният речен басейн на Лесото. Площта на областта е 4075 км², а населението, според преброяването през 2016 г., е 100 442 души. Мокотлонг е един от най-бедните и усамотени региони в страната. По-голямата част от населението му е селско. На територията на областта са открити залежи на диаманти. Мокотлонг е разделена на 4 избирателни района.